# الحركة القومية الثورية
الحركة القومية الثورية هي حزب سياسي في بوليفيا. تأسس الحزب في عام 1935. رئيسة الحزب هي ميرتا كويفيدو. في الانتخابات الرئاسية لعام 2005، حصل مرشح الحزب، ميشياكي ناغاتني، على 166394 صوت (6%). في الانتخابات البرلمانية لعام 2005 حصل الحزب على 6 مقعد.